# Alpha House
Alpha House è una serie televisiva statunitense distribuita da Prime Video a partire dal 19 aprile 2013. Si tratta della prima serie televisiva prodotta da Amazon.
Ideata da Garry Trudeau, ha come interpreti principali John Goodman, Clark Johnson, Matt Malloy e Mark Consuelos, nel ruolo di quattro senatori repubblicani che vivono insieme a Washington. L'attore Bill Murray e il politico Chuck Schumer hanno un cameo nella serie.

## Episodi
| Stagione         | Episodi | Pubblicazione USA | Prima TV Italia |
| ---------------- | ------- | ----------------- | --------------- |
| Prima stagione   | 11      | 2013-2014         | inedita         |
| Seconda stagione | 10      | 2014              | inedita         |